# Astyanax cordovae
Astyanax cordovae е вид лъчеперка от семейство Харациди (Characidae). Видът е уязвим и сериозно застрашен от изчезване.

## Разпространение
Разпространен е в Аржентина (Кордоба).

## Описание
Популацията на вида е намаляваща.